# Эйкен (Южная Каролина)
Эйкен (англ. Aiken) — крупнейший город и административный центр одноимённого округа в штате Южная Каролина в Соединённых Штатах Америки.
Согласно результатам переписи населения США, проведённой в 2020 году, число жителей города составляло 32 025 человек, что, для такого небольшого населённого пункта, существенно больше (+ 8,3%), чем было во время предыдущей переписи прошедшей в 2010 году (29 566 человек). Это делает Эйкен 15-м по численности населения городом Южной Каролины и одним из двух крупнейших городов Центральной области реки Саванна.

## История
Эйкен был зарегистрирован 19 декабря 1835 года. Сообщество образовалось вокруг конечной станции железнодорожной линии от Чарльстона до реки Саванна компании South Carolina Canal and Railroad Company и было названо в честь Уильяма Эйкена, первого президента этой железной дороги.
11 февраля 1865 года, в ходе Гражданской войны в США, армия Конфедеративных Штатов Америки одержала победу над армией Союза в битве при Эйкене.
Первоначально город располагался в округе Эджфилд. С ростом населения в 1871 году был образован округ Эйкен (по названию сообщества), объединивший части соседних округов в новую административно-территориальную единицу. Среди основателей-комиссаров были три афроамериканских законодателя: Принс Риверс; Сэмюэл Джонс Ли, спикер Палаты представителей штата и первый чернокожий, принятый в коллегию адвокатов Южной Каролины; и Чарльз Д. Хейн, свободный цветной человек из одной из элитных семей Чарльстона.
В период с 1890 по 1920-е годы в Эйкене обосновалось множество еврейских иммигрантов. Еврейские иммигранты были из Восточной Европы, включая Российскую империю и Польшу.
В июле и августе 1946 года Орсон Уэллс выпустил серию репортажей, посвящённых афроамериканцу и  ветерану Второй мировой войны Айзеку Вударду, который 12 февраля 1946 года, спустя несколько часов после демобилизации из ВС США, подвергся избиению со стороны полиции Южной Каролины, когда ехал на автобусе домой, будучи в военной форме. В результате побоев ветеран получил множество травм и потерял зрение.
30 ноября 1950 года Комиссия по атомной энергии США объявила о выборе площадки недалеко от Эйкена для строительства завода по производству топлива для термоядерного оружия. Для строительства завода были приобретены жилые дома и предприятия в Эллентоне, штат Южная Каролина. Жители были переселены в Нью-Эллентон, построенный примерно в восьми милях к северу, или в соседние города.
Площадка получила название завода Саванна-Ривер, а в 1989 году была переименована в Саванна-Ривер-Сайт. На предприятии расположены пять промышленных реакторов, заводы по изготовлению топлива, исследовательская лаборатория, заводы по производству тяжёлой воды, два завода по переработке топлива и заводы по извлечению трития.

## География
Эйкен расположен недалеко от географического центра округа Эйкен на высоте чуть более 150 метров примерно в 20 милях (32 километрах) к северо-востоку от города Огаста, штат Джорджия, вдоль автомобильных шоссе US 1 и US 78. Межштатная автомагистраль I-20 проходит в 6 милях (10 км) к северу от города, с доступом через шоссе Южной Каролины US 19 (съезд 18) и US 1 (съезд 22).
В соответствии с данными указанными на сайте центрального статистического органа страны — Бюро переписи населения США, общая площадь города составляет 21,58 квадратных миль (55,9 км²), из которых 21,45 квадратных миль (55,6 км²) занимает суша, а 0,13 квадратных миль (0,34 км² или 0,60%) — водная поверхность.

## Климат
Согласно данным представленным Национальной метеорологической службой США в городе Эйкене влажный субтропический климат, характеризующийся жарким влажным летом и прохладной сухой зимой, но температура воздуха в течение года здесь более мягкая, чем в остальной части штата Южная Каролина. 
Атмосферные осадки распределяются относительно равномерно в течение года: в основном дожди выпадают в более мягкие месяцы, а зимой иногда выпадает снег. Самая низкая зарегистрированная температура была −20 °C (−4 °F) 21 января 1985 года, а самая высокая −42,8 °C (109 °F) 21 августа 1983 года.